# Підзамче (Тернопіль)
«Підзамче» — історична місцевість у середмісті Тернополя. Назва від Старого замку.

## Історія
Під замком був стародавній квартал ремісників, де мешкали майстри, котрі обслуговували замок — колодії, римарі, ковалі, зброярі, чинбарі та інші рукомесники.
З інвентаря міста за 1672 рік, який опрацював історик Людвік Фінкель, дізнаємося про шевський і кравецький цехи, які утримували башти відповідної назви, а ось кушнірський цех підупав. У цьому документі згадані 15 шевців, 12 ткачів, 10 кравців, 6 ковалів і тільки по одному представнику іншших ремесел — кушнір, шапкар, тесляр, бондар, столяр, гончар, калачник, римар, а також «замковий шкляр». Також було по два пекарі, олійники, золотники — Мартин і Войцех. Називаються також цимбаліст Григорій і скрипаль Михайло. В описі є також згадки про дві кузні над ставом. Є відомості й про рибалок.
У пізніші часи Підзамче було ремісничо-робітничим кварталом, а наприкінці 1930-х — це район тернопільського люмпену.
Із розбудовою міста та спорудженням готелю для інтуристів «Тернопіль», скромні хатки Підзамча зруйнували. На їхньому місці створені тераси парку імені Тараса Шевченка, які містяни називають «Єлісями».
До Підзамча прилягали вулиці Вінцетія Поля (нині — Над Ставом) і Берка Іоселовича (у повоєнні роки носила ім'я Марата, тепер зникла внаслідок нової забудови).

## Сучасність

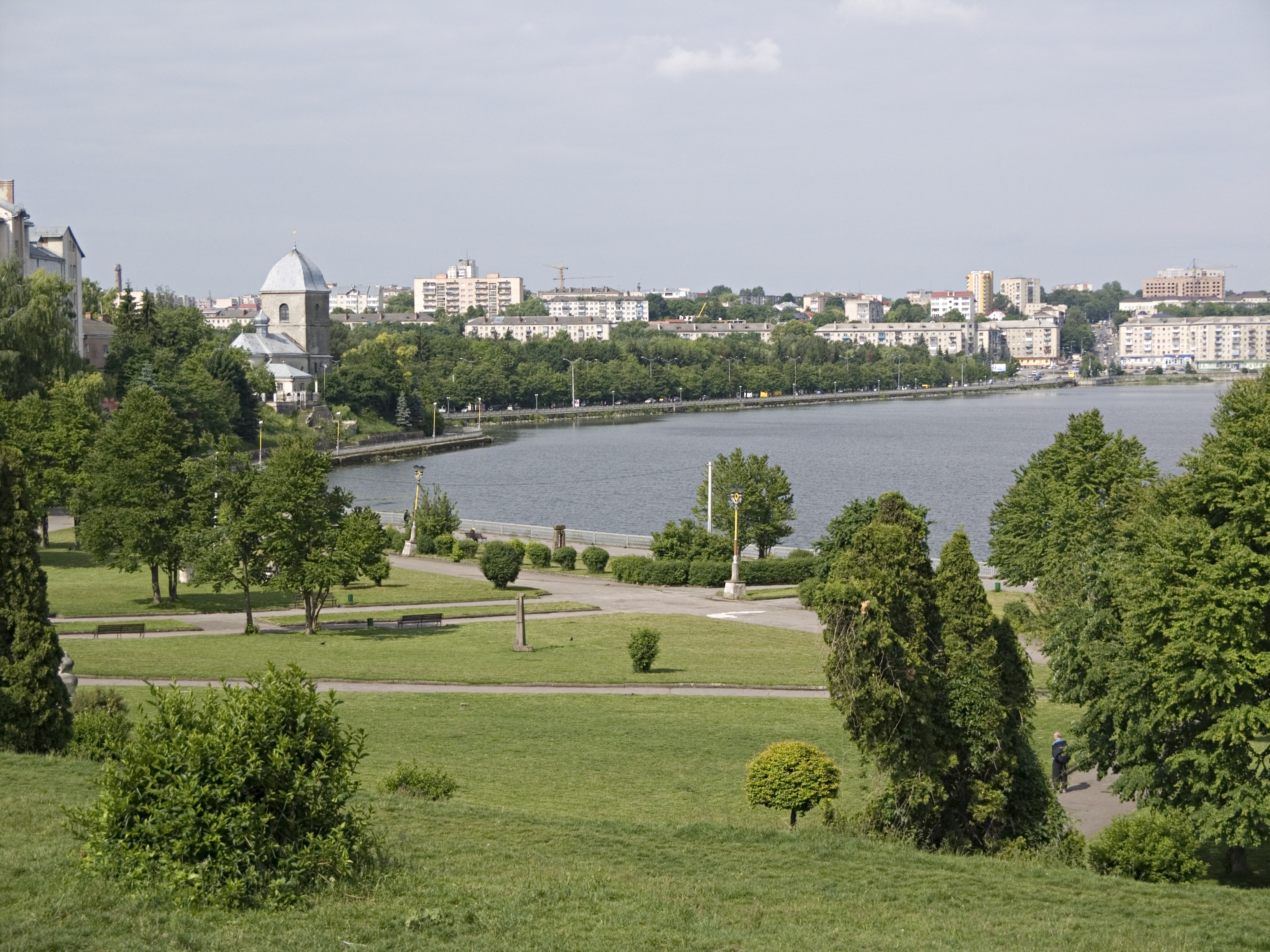
Вигляд на Підзамче (передній план), нині — частина парку імені Тараса Шевченка

Нині — частина парку імені Тараса Шевченка.
На одному з міжнародних мистецьких заходів, що проходив у Тернополі, були виготовлені скульптурні композиції, які встановили на «Підзамчі». Крім них тут є скульптурні композиції з металу — «Дерево щастя» та «Серце».
Біля Старого замку є каскадний фонтан «Сльози Гронського».
Ближче до вулиці Над Ставом встановлений пам'ятний хрест до річниці Хрещенні Русі, біля якого відбуваються літургії та освячення води.